# Roncalli (Fernsehserie)
Roncalli ist der Titel einer sechsteiligen ARD-Fernsehserie mit Günther Maria Halmer und Günter Lamprecht, die ab dem 8. Dezember 1986 in der ARD erstausgestrahlt wurde. Die authentische Atmosphäre der Serie beruht zu einem großen Teil auf der Zusammenarbeit mit Bernhard Paul, dem Direktor des echten Circus Roncalli, der für die Serie sein Knowhow und seinen Zirkus zur Verfügung stellte. Viele Rollen wurden mit echten Artisten, mehrheitlich aus dem echten Circus Roncalli, besetzt. In der Rolle des Dompteurs „René“ ist zum Beispiel der Schweizer Tiertrainer und Freizeitpark-Besitzer René Strickler zu sehen. Auch Pic, der bekannte Clown mit den Seifenblasen, ist mehrfach in der Serie als Artist und in einer Minirolle zu sehen.

## Inhalt
Zirkusdirektor Bruno Roncalli (Günther Maria Halmer) steht vor dem finanziellen Ruin. Seine Schulden in Höhe von einer Viertelmillion Mark drohen die geplante Tournee platzen zu lassen, als Kreditsachbearbeiter Kosinski (Günter Lamprecht) die Summe zurückfordert. Roncalli kann jedoch eine letzte Frist aushandeln und nutzt diese, um die geplante Tournee vorzeitig zu beginnen.
Überstürzt verlässt der „Circus Roncalli“ sein Winterquartier in Köln und bricht nach Osnabrück auf. Kosinski lässt sich aber nicht abwimmeln und folgt dem Zirkus bis nach Hamburg, um die fälligen Zahlungen einzutreiben.
Als Roncalli sich bereits am Ende wähnt, wird der unliebsame Kreditsachbearbeiter zum Retter in der Not. Kosinski opfert seinen eigenen Bausparvertrag, um das Fortbestehen des Zirkusunternehmens zu sichern. Und tatsächlich geht es mit dem „Circus Roncalli“ wieder bergauf.

## Folgen
1. Flucht
2. Verhext
3. Sondervorstellung
4. Hochzeit
5. Pablo
6. Aufbruch